# Serviervorschlag

Serviervorschlag auf einer Lebensmittelverpackung

Serviervorschlag ist ein lebensmittelrechtlich nicht definierter Begriff. Im Allgemeinen handelt es sich dabei um einen bildlichen Vorschlag für die Zubereitung oder das Anrichten eines in Fertigpackungen angebotenen Lebensmittels. Der Hersteller möchte dadurch in der Regel gleichzeitig darauf hinweisen, dass nicht alle abgebildeten Lebensmittel in dem Produkt enthalten sind, sondern diese noch ergänzt werden können.

## Vorschriften zum Schutz vor Täuschung
§ 8 Abs. 4 der deutschen Lebensmittelkennzeichnungsverordnung (LMKV) sah nur vor, die Menge der Zutaten oder der Gattung von Zutaten in Gewichtshundertteilen auf der Lebensmittelverpackung anzugeben. Dem Sinn der Vorschrift entsprechend fand diese keine Anwendung, sofern im Rahmen eines Serviervorschlags das veräußerte Produkt hervorgehoben wird. Der das europäische Leitbild prägende „durchschnittlich informierte, aufmerksame und verständige Verbraucher“ wird dem Serviervorschlag keine kaufentscheidende Bedeutung beimessen. Der Gesetzgeber erwartet vielmehr von einem verständigen Verbraucher, dass er alle Informationen nutzt, die er auf der Verpackung findet, also von einer bloßen Abbildung unter der Bezeichnung Serviervorschlag nicht auf den tatsächlichen Inhalt der Verpackung schließt.
In Deutschland liegt laut § 11 Abs. 1 Satz 2 Nr. 1 des Lebensmittel-, Bedarfsgegenstände- und Futtermittelgesetzbuchs (LFGB) a.F., § 5 Abs. 1 Satz 2 Nr. 1 UWG nur dann eine unlautere Geschäftshandlung vor, wenn für Lebensmittel geworben wird oder diese in Verkehr gebracht werden unter Verwendung von Aufmachungen oder Darstellungen, die zur Täuschung über die Zusammensetzung geeignet sind. Eine derartige Irreführung des Verbrauchers setzt voraus, dass auf einer Produktaufmachung eines Lebensmittels etwa durch die bildliche Darstellungen der unzutreffende Eindruck hervorgerufen wird, das Erzeugnis weise bestimmte Bestandteile auf, die tatsächlich nicht enthalten sind.
Nach der Rechtsprechung des Europäischen Gerichtshofs ist es im Streitfall Sache der nationalen Gerichte, die verschiedenen Bestandteile der Etikettierung zu prüfen, um festzustellen, ob ein normal informierter und vernünftig aufmerksamer und kritischer Verbraucher über das Vorhandensein von Zutaten oder von aus diesen Zutaten gewonnenen Aromen irregeführt werden kann.
Zugleich lassen sich bei Lebensmitteln keine weiteren Informationspflichten ableiten als nach der Verordnung (EU) Nr. 1169/2011 betreffend die Information der Verbraucher über Lebensmittel (Lebensmittel-Informationsverordnung) verpflichtend vorgesehen. Danach kommt es nur auf die im Enderzeugnis vorhandenen Zutaten an, vor allem im Hinblick auf den Gesundheitsschutz der Verbraucher und die sichere Verwendung des Produkts z. B. für Nahrungsmittel-Allergiker, nicht aber auf den vermeintlichen Inhalt der Verpackung (Art. 3 Abs. 1, Art. 4 Abs. 1 lit a Lebensmittel-Informationsverordnung).

## Kritik
Verbraucherorganisationen halten den Begriff „Serviervorschlag“ für nichtssagend bzw. dessen Abbildung für „geschönt“ und fordern, ihn zu untersagen. Abbildungen müssten zudem unmissverständlich sein und sollten nur Lebensmittel zeigen, die als Zutaten tatsächlich vorhanden sind bzw. vom Verbraucher nicht als solche missverstanden werden.